# Marketing personnalisé
 (juin 2014).
Si vous disposez d'ouvrages ou d'articles de référence ou si vous connaissez des sites web de qualité traitant du thème abordé ici, merci de compléter l'article en donnant les références utiles à sa vérifiabilité et en les liant à la section « Notes et références ».
Le marketing personnalisé, marketing one-to-one ou parfois marketing un-à-un , est un marketing individualisé, par opposition au marketing de masse.

## Enjeux et histoire du marketing personnalisé

### Enjeux
Le marketing personnalisé cherche à analyser au niveau de chaque client ou prospect, les prix, les produits, les moyens de communication et de vente afin de s'adresser d'une manière individualisée, spécifique et différenciée à chaque client ou prospect (client potentiel), en tenant compte de ses particularités.
Ce concept tient son existence au besoin d'appliquer une analyse particulière aux ventes individualisées. En tant que domaine d'étude le marketing a besoin de se spécialiser afin de créer des outils et des procédures d'analyse plus pertinents et efficaces.

### Histoire
Le 1 to 1 est un concept apparu dans les années 1990. Il apparaît dans la continuité des tendances des années 1980 à une plus grande segmentation et s'appuie largement sur les nouvelles technologies pour sa mise en œuvre.

## Caractères du marketing personnalisé
Au-delà d'un simple ajustement au marketing de masse, la personnalisation du message doit permettre de mettre en œuvre une véritable gestion de la relation client (GRC).
Cette personnalisation n'est possible qu'en collectant (directement ou indirectement), stockant et traitant de très grandes quantités d'informations sur ses clients. L'avènement d'Internet, des nouvelles technologies de centre d'appels et d'exploration de données a rendu le traitement marketing individualisé du client possible.
L'une des incarnations du marketing personnalisé sont les programmes de fidélisation à travers lesquels un client est récompensé pour sa fidélité à une marque ou une enseigne par des réductions, des cadeaux ou des échantillons.
Des sites Internet comme Amazon.com ont largement contribué à l'essor du marketing personnalisé au travers d'Internet en utilisant aussi bien de la personnalisation implicite que de la personnalisation explicite.
L'évolution rapide des algorithmes de filtrage collaboratif confère aujourd'hui une dimension nouvelle au marketing personnalisé.